# Aeropuerto de Nyingchi Mainling
El Aeropuerto de Nyingchi Mainling  (en chino: 林芝米林机场)  (IATA: LZY, ICAO: ZUNZ) es un aeropuerto en Mainling, Nyingchi, Región Autónoma del Tíbet, China. Es conocido por permitir una de las aproximaciones de vuelo con instrumentos más difíciles en el mundo, ya que el aeropuerto está en un valle sinuoso.
Nyingchi es el tercer aeropuerto que el Tíbet ha puesto en funcionamiento. El aeropuerto, construido a un costo de 780 millones de yuanes ( 96,18 millones de dólares) , incluyendo la inversión de la Administración General de Aviación Civil de China (CAAC), está a 2.949 metros sobre el nivel del mar, más bajo que los otros dos aeropuertos civiles, con un flujo de pasajeros anual de 120.000 personas aproximadamente.

## Estadísticas
Ver fuente y consulta Wikidata.